# Hillary Gerardi
Pour les articles homonymes, voir Gerardi.
Hillary Gerardi est une athlète française suite à sa naturalisation en 2024, née américaine le 13 octobre 1986. Spécialiste de skyrunning, elle a notamment remporté la Tromsø Skyrace et le Trophée Kima en 2018. Elle détient le record féminin d’ascension du Mont-Blanc en aller-retour depuis Chamonix en Haute-Savoie.

## Biographie
Début avril 2021, elle réalise une première avec Valentine Fabre, devenant le premier duo féminin à rallier en ski-alpinisme Chamonix à Zermatt d'une seule traite via la Haute Route (108 km) en 26 h 21.
Le 17 juin 2023, elle s'élance à deux heures du matin depuis l'église de Chamonix et entreprend l'ascension du mont Blanc par l'arête nord. Elle s'encorde avec Valentine Fabre dans les passages dangereux et atteint le sommet en 5 h 16. Elle est ensuite rejointe par la traileuse sud-africaine Meg Mackenzie qui l'accompagne durant la descente sur Chamonix. Elle rejoint son point de départ après 7 h 25 d'effort. Elle établit ainsi un nouveau record d'aller-retour, battant de près d'une demi-heure le précédent record féminin établi par Emelie Forsberg en 2018.

## Résultats
Lors de la saison 2019 elle participe au circuit Skyrunner World Series, elle termine à la 5e place de la première course, la Mt Awa Skyrace.
| #   | féminin            | Course                               | Longueur | Départ            | Temps            |
| 33e | Médaille d'or      | Tour des Cirques                     | 120 km   | 21 août 2015      | 26 h 14 min 31 s |
| 52e | Médaille de bronze | Skyrhune                             | 21 km    | 24 septembre 2016 | 2 h 32 min 46 s  |
| 31e | Médaille d'argent  | Skyrace des Matheysins               | 27 km    | 8 mai 2017        | 3 h 32 min 6 s   |
| 75e | Médaille d'argent  | Dolomites SkyRace                    | 22 km    | 22 juillet 2017   | 2 h 37 min 55 s  |
|     | Médaille d'argent  | Trentapassi Vertical Race            | 3,4 km   | 6 mai 2018        |                  |
| 12e | Médaille d'or      | Monte Rosa SkyMarathon               | 35 km    | 23 juin 2018      | 5 h 51 min 32 s  |
| 52e | Médaille d'argent  | DoloMyths Run                        | 22 km    | 22 juillet 2018   | 2 h 32 min 9 s   |
| 9e  | Médaille d'or      | Tromsø Skyrace                       | 57 km    | 4 août 2018       | 8 h 14 min 9 s   |
| 26e | Médaille d'or      | Trophée Kima                         | 52 km    | 26 août 2018      | 7 h 37 min 29 s  |
|     | 5e                 | Mt Awa SkyRace                       | 33 km    | 21 avril 2019     | 2 h 30 min 31 s  |
| 67e | Médaille d'argent  | SkyRace des Matheysins               | 27 km    | 19 mai 2019       | 3 h 03 min 23 s  |
| 14e | Médaille de bronze | Tromsø Skyrace                       | 55 km    | 3 août 2019       | 8 h 25 min 57 s  |
| 26e | Médaille d'argent  | Matterhorn Ultraks Extreme           | 25 km    | 23 août 2019      | 4 h 14 min 48 s  |
| 16e | Médaille de bronze | Matterhorn Ultraks Vertical          | 2,3 km   | 23 août 2019      | 26 min 23 s      |
| 13e | Médaille d'argent  | Matterhorn Ultraks Extreme           | 25 km    | 21 août 2020      | 4 h 25 min 23 s  |
| 9e  | Médaille d'or      | AMA VK2                              | 11 km    | 19 juin 2021      | 1 h 58 min 57 s  |
| 20e | Médaille d'or      | 90 km du Mont-Blanc                  | 85 km    | 2 juillet 2021    | 11 h 54 min 11 s |
| 16e | Médaille d'argent  | Matterhorn Ultraks Extreme           | 25 km    | 20 août 2021      | 4 h 10 min 54 s  |
| 26e | Médaille d'or      | Grigne SkyMarathon                   | 23 km    | 19 septembre 2021 | 2 h 24 min 28 s  |
| 21e | Médaille d'argent  | Monte Rosa SkyMarathon               | 35 km    | 25 juin 2022      | 6 h 52 min 42 s  |
| 37e | Médaille de bronze | Giir di Mont                         | 32 km    | 31 juillet 2022   | 4 h 6 min 6 s    |
| 19e | Médaille d'or      | Trophée Kima                         | 52 km    | 28 août 2022      | 7 h 30 min 38 s  |
| 58e | Médaille de bronze | Skyrace des Matheysins               | 25,3 km  | 14 mai 2023       | 3 h 2 min 15 s   |
| 26e | Médaille d'or      | Grigne SkyMarathon                   | 43 km    | 17 septembre 2023 | 6 h 12 min 5 s   |
| 19e | Médaille d'argent  | Monte Zerbion Vertical               | 9,5 km   | 18 mai 2024       | 1 h 40 min 19 s  |
| 20e | Médaille d'or      | Hochkönig SkyRace                    | 31,6 km  | 1er juin 2024     | 4 h 7 min 20 s   |
| 16e | Médaille d'argent  | Monte Rosa SkyMarathon               | 35 km    | 16 juin 2024      | 6 h 37 min 9 s   |
| 26e | Médaille de bronze | Cordillera Blanca Skyrace            | 23 km    | 7 juillet 2024    | 2 h 43 min 11 s  |
| 30e | Médaille d'or      | Trophée Kima                         | 52 km    | 24 août 2024      | 7 h 32 min 58 s  |
| 21e | Médaille d'or      | Maga SkyMarathon                     | 39 km    | 22 septembre 2024 | 5 h 31 min 56 s  |
| 23e | Médaille d'argent  | Kilomètre vertical du Mont-Blanc     | 3,8 km   | 27 juin 2025      | 44 min 41 s      |
| 25e | Médaille d'or      | Championnats de France de trail long | 72,45 km | 12 juillet 2025   | 9 h 25 min 27 s  |